# Polaroid Impulse

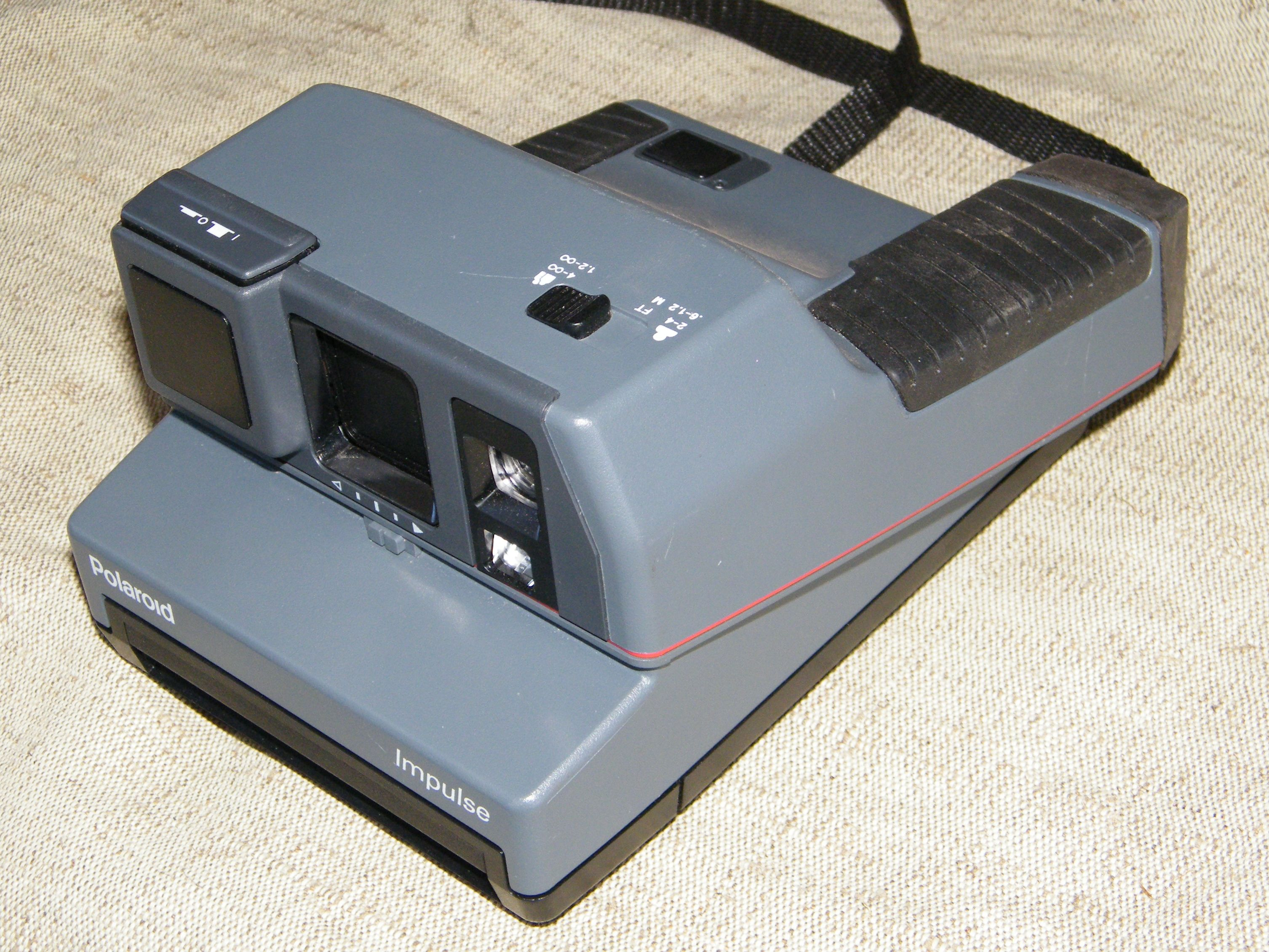
Polaroid Impulse Portrait, фотоаппарат выключен, фотовспышка убрана, объектив закрыт.

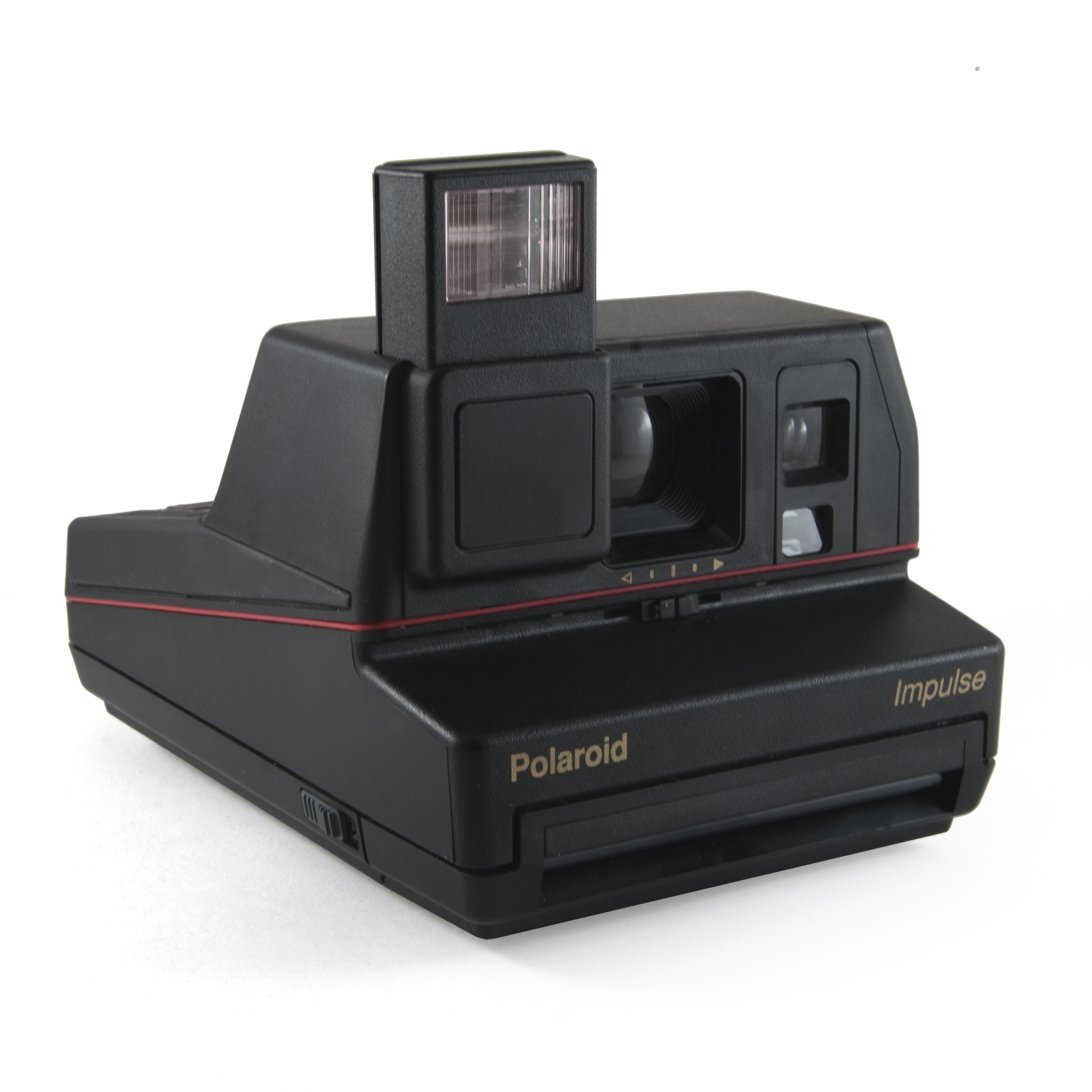
Polaroid Impulse, на верхней панели отсутствует клавиша ввода насадочной линзы.

Polaroid Impulse — семейство фотоаппаратов одноступенного фотопроцесса, выпускавшихся на заводах фирмы Polaróid (США) ориентировочно с второй половины 1980-х по вторую половину 1990-х годов.
Выпущено три модели, отличавшиеся только фокусировкой (наводкой на резкость):
- Polaroid Impulse — объектив жестковстроенный, сфокусирован на гиперфокальное расстояние от 1,2 метра до «бесконечности».
- Polaroid Impulse Portrait — с возможностью изменить минимальную дистанцию фокусировки от 0,6 до 1,2 м введением насадочной линзы клавишей на верхней панели камеры. При выдвижении насадочной линзы в поле зрения видоискателя появлялась рамка с видимым овалом. В этот овал при визировании наблюдалось лицо человека — в данном случае фокусировка для портретной съёмки была оптимальной. Не на каждом фотоаппарате этой модели имелась надпись Portrait, отличительный признак — наличие клавиши.
- Polaroid Impulse Autofocus (Polaroid Impulse AF)— фотоаппарат с автофокусировкой. После прижатия спусковой кнопки происходила автофокусировка, появлялся световой и звуковой подтверждающий сигнал, после чего можно было делать снимок.

Во второй половине 1990-х годов «Импульсы» продавались в России, камеры семейства Polaroid Impulse стоили несколько дороже камер семейства Polaroid Supercolor 635CL, продано их было меньшее количество.
Фотоаппараты предназначаются для широкого круга людей, благодаря простоте в эксплуатации можно делать снимки, не зная теоретических основ фотографии. Не требуется лабораторная обработка фотоплёнки и фотопечать, фотограф-любитель немедленно после съёмки получает готовую фотографию, которая самостоятельно проявляется в течение последующих 5-10 минут.

## Фотоматериал Polaroid 600
- Тип применяемого фотоматериала — светочувствительный фотоматериал одноступенного фотопроцесса Polaroid 600 film в специальных одноразовых кассетах. Оригинальные кассеты были рассчитаны на получение 10 цветных фотографий, современные - на 8, с размером кадра 78×79 мм. Лабораторная обработка не требуется, проявление начинается сразу после экспонирования в фотоаппарате и заканчивается на свету́ через несколько минут после извлечения снимка из аппарата. Фотография на фотоматериале Polaroid 600 film выглядит как цветное позитивное изображение между тонкими гибкими пластмассовыми листами, заключённое в рамку из тонкого картона. В картонной рамке также содержится проявляющая паста в герметичной капсуле. В кассете находится и электрическая батарея для питания электропривода, фотовспышки и экспонометрического устройства.
- В нижней части корпуса камеры расположена откидная крышка для загрузки кассеты Polaroid 600 film. После закрывания крышки автоматически включается электропривод и через щель в крышке извлекается защитная плёнка кассеты от засветки. Фотоаппарат готов к съёмке.
- Немедленно после нажатия на спусковую кнопку и съёмки электропривод извлекает фотоснимок из камеры. При извлечении снимок проходит между валиками, капсула с проявителем раздавливается и как бы "размазывается" ровным слоем между листами, вследствие чего начинается процесс проявления. Свежеизвлечённый снимок не рекомендуется подвергать действию яркого све́та в течение нескольких минут — до полного окончания проявки. Также не рекомендуется пользоваться фотоаппаратами «Полароид» при температуре окружающей среды ниже 13 градусов во избежание некачественной проявки.

## Технические характеристики
- Корпус — из ударопрочной пластмассы, с выдвижной фотовспышкой. При нажатии на верхнюю панель осветителя фотовспышка выдвигается, отодвигается защитная заслонка объектива, включается электропитание камеры. После загорания светодиода аппарат готов к работе.
- Фотоаппараты серии Polaroid Impulse — программные автоматы. Изменить сочетание выдержка-диафрагма невозможно. Имеется возможность экспокоррекции — при помощи рукоятки на передней панели аппарата происходит диафрагмирование фоторезистора экспонометрического устройства. При этом вблизи поля зрения видоискателя появляется предупреждающий сигнал. Фотографирование возможно только с фотовспышкой, её отключение не предусмотрено.
- Фотографический затвор — центральный электронноуправляемый затвор-диафрагма, двухлепестковый, с квадратным отверстием диафрагмы. Свет, пройдя через съёмочный объектив, попадает на пентазеркало, которое переворачивает изображение.
- Диапазон выдержек от 1/200 сек до 1/3 сек.
- Тип оптической системы объектива инструкцией не оговаривается, линзы пластмассовые, без просветления. Относительное отверстие f/14,6, фокусное расстояние 109 мм. Минимальное значение диафрагмы — f/45.
- Видоискатель оптический, параллаксный.
- Автоматический счётчик кадров показывает оставшееся количество снимков.
- После съёмки осветитель фотовспышки утапливается в корпус камеры, насадочная линза автоматически убирается с объектива, передняя линза объектива закрывается шторкой.
- На фотоаппаратах "Полароид Импульс" в стандартной комплектации прилагался ремешок для переноски из синтетического материала.
- На фотоаппаратах "Полароид Импульс" есть электроспуск с  10 секундным таймером, а также гнездо для штатива.